# Via della Conciliazione
Via della Conciliazione, italienska ’försoningens gata’, är en berömd gata i Rom. Den löper från Largo Giovanni XXIII vid Castel Sant'Angelo fram till Piazza Pio XII framför Petersplatsen.
Gatan anlades mellan 1936 och 1950 efter ritningar av arkitekterna Marcello Piacentini och Attilio Spaccarelli för att hugfästa minnet av Lateranfördraget 1929 mellan Vatikanstaten och den italienska staten.